# Caballero Verde

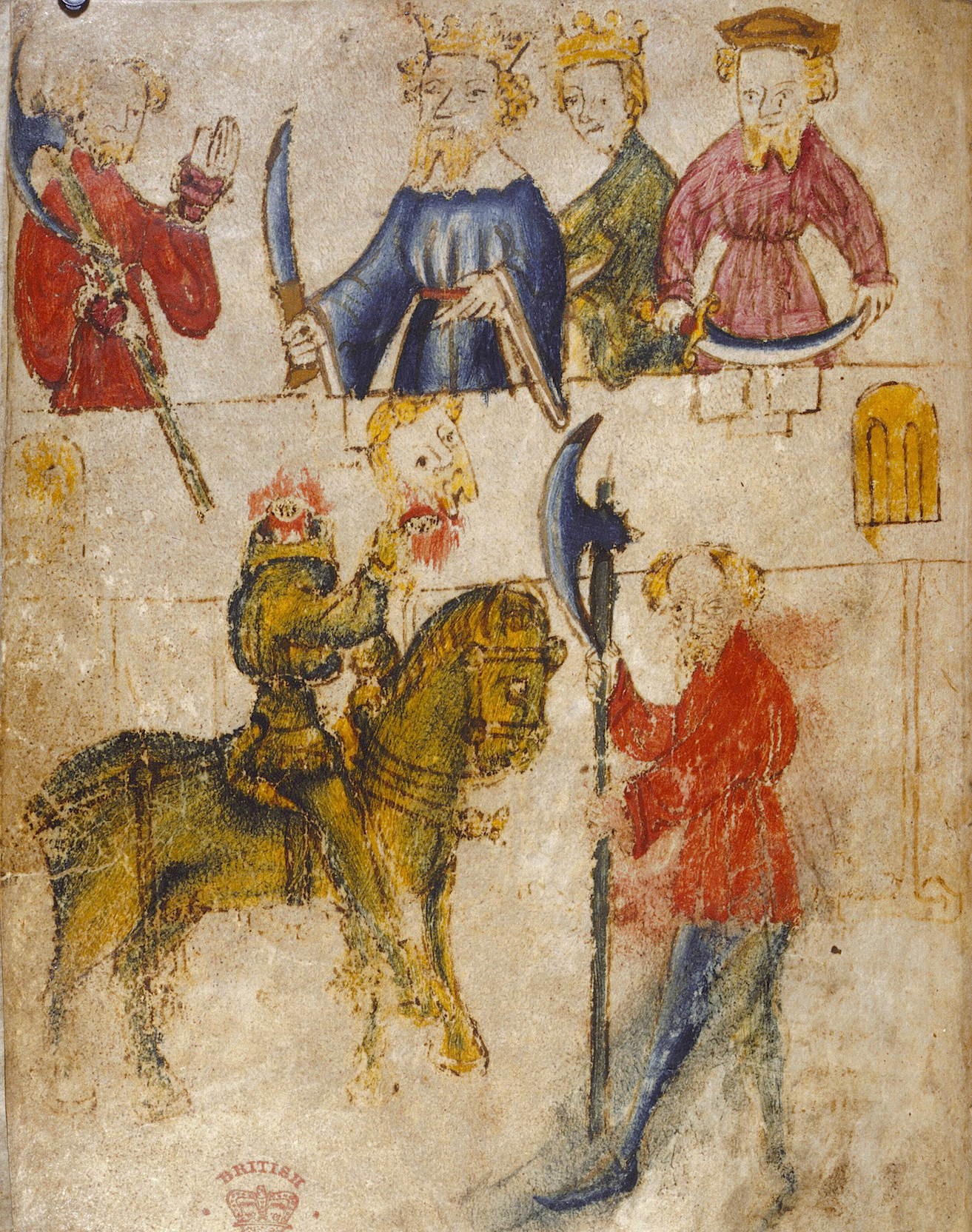
Una pintura del manuscrito original de Sir Gawain y el Caballero Verde. El Caballero Verde está sentado en el caballo, sosteniendo su cabeza cortada en la mano derecha.

El Caballero Verde (en galés: Marchog Gwyrdd, córnico: Marghek Gwyrdh, bretón: Marc'heg Gwer) es un personaje del poema artúrico del siglo XIV Sir Gawain y el Caballero Verde y de la obra medieval relacionada The Greene Knight. En Sir Gawain y el Caballero Verde se revela que su verdadero nombre es Bertilak de Hautdesert (una ortografía alternativa en algunas traducciones es "Bercilak" o "Bernlak"), mientras que en The Greene Knight se le llama "Bredbeddle". El Caballero Verde aparece más tarde como uno de los mayores campeones de Arturo en la balada fragmentaria El Rey Arturo y el Rey Cornualles, también con el nombre de "Bredbeddle". En Sir Gawain y el Caballero Verde, Bertilak es transformado en el Caballero Verde por Morgan le Fay, una adversaria tradicional del Rey Arturo, para poner a prueba su corte, mientras que en The Greene Knight es transformado por otra mujer con el mismo fin. En ambas historias envía a su esposa a seducir a Gawain como una prueba más. El rey Arturo y el rey Cornualles lo presenta como un exorcista y uno de los caballeros más poderosos de la corte de Arturo.
En Sir Gawain y el Caballero Verde, el Caballero Verde se llama así porque su piel y sus ropas son verdes. El significado de su color verde ha desconcertado a los estudiosos desde el descubrimiento del poema, que lo identifican de diversas maneras como el Hombre Verde, un ser vegetal del arte medieval; un recuerdo de una figura de la mitología celta; un símbolo cristiano; o el mismísimo Diablo. El medievalista C. S. Lewis dijo que el personaje era "tan vívido y concreto como cualquier imagen de la literatura". J. R. R. Tolkien lo calificó como el "personaje más difícil" de interpretar en la introducción a su edición de Sir Gawain y el Caballero Verde. Su papel principal en la literatura artúrica es el de juez y probador de caballeros, y como tal los demás personajes lo consideran amable pero aterrador y algo misterioso.

## Contexto histórico
La primera aparición del Caballero Verde es en el poema aliterado de finales del siglo XIV Sir Gawain y el Caballero Verde, que sobrevive en un solo manuscrito junto con otros poemas del mismo autor, el llamado Poeta Pearl. Este poeta fue contemporáneo de Geoffrey Chaucer, escritor de Los cuentos de Canterbury, aunque ambos escribieron en distintas partes de Inglaterra. El último poema, The Greene Knight, es un romance rimado de finales de la Edad Media que probablemente sea anterior a la única copia que se conserva: el Percy Folio del siglo XVII. La otra obra en la que aparece el Caballero Verde, la balada posterior El Rey Arturo y el Rey Cornualles, también sobrevive solo en el manuscrito del Percy Folio. Su fecha de composición es conjetural; puede ser una versión de una historia anterior, aunque también es posible que sea un producto del siglo XVII.

## Función en la literatura artúrica
En Sir Gawain y el Caballero Verde, el Caballero Verde aparece ante la corte de Arturo durante una fiesta de Navidad, con una rama de acebo en una mano y un hacha de guerra en la otra. A pesar de renunciar a la guerra, el caballero lanza un reto: permitirá que un hombre le golpee una vez con su hacha, con la condición de que le devuelva el golpe al año siguiente. En un principio, Arturo acepta el reto, pero Gawain ocupa su lugar y decapita al Caballero Verde, que recupera su cabeza, se la vuelve a colocar y le dice a Gawain que se reúna con él en la Capilla Verde a la hora estipulada al cabo de un año.
El caballero aparece a continuación como Bertilak de Hautedesert, señor de un gran castillo, anfitrión de Gawain antes de su llegada a la Capilla Verde. En el castillo de Bertilak, Gawain es sometido a pruebas de su lealtad y castidad, en las que Bertilak envía a su esposa a seducir a Gawain y acuerda que cada vez que Bertilak gane una presa en la caza, o Gawain algún regalo en el castillo, cada uno cambiará su ganancia por la del otro. El día de Año Nuevo, Gawain parte hacia la Capilla Verde, y se inclina para recibir su golpe, solo para que el Caballero Verde finja dos golpes, y luego apenas le dé el tercero. Entonces revela que es Bertilak, y que Morgan le Fay le había dado la doble identidad para poner a prueba a Gawain y a Arturo.
The Greene Knight cuenta la misma historia que Sir Gawain y el Caballero Verde, con algunas diferencias. En particular, el caballero, que aquí se llama "Bredbeddle", solo viste de verde y no tiene la piel verde. El poema también afirma que la madre de su esposa (no Morgan en esta versión) le ha pedido al caballero que engañe a Gawain. Acepta porque sabe que su esposa está secretamente enamorada de Gawain, y espera engañar a ambos. Gawain vacila al aceptar una faja de ella, y el propósito del Caballero Verde se cumple en un pequeño sentido. Al final, reconoce la habilidad de Gawain y le pide que le acompañe a la corte de Arturo.
En El rey Arturo y el rey Cornualles, el Caballero Verde vuelve a aparecer como Bredbeddle, y es representado como uno de los caballeros de Arturo. Se ofrece a ayudar a Arturo a luchar contra un misterioso duende (controlado por el mago, el rey Cornwall) que ha entrado en su cámara. Cuando los ataques físicos fallan, Bredbeddle utiliza un texto sagrado para someterlo. El Caballero Verde llega a controlar tanto al duende gracias a este texto que lo convence para que tome una espada y le corte la cabeza a su amo.

## Etimologías
El nombre "Bertilak" puede derivar de bachlach, palabra celta que significa "churl" (es decir, 'pícaro', 'sin modales'), o de "bresalak", que significa "contencioso". La palabra francesa antigua bertolais se traduce como "Bertilak" en el cuento artúrico Merlín, del ciclo Lancelot-Grail de la leyenda artúrica. En particular, el prefijo "Bert-" significa "brillante", y "-lak" puede significar "lago" o "juego", "deporte", "diversión", etcétera. "Hautdesert" proviene probablemente de una mezcla de palabras tanto del francés antiguo como del celta que significan "Alta Tierra Baldía" o "Alta Ermita". También puede tener una asociación con "desirete", que significa "desheredado" (es decir, de la Mesa Redonda).

## Personajes similares o derivados

### Caballeros Verdes en otras historias

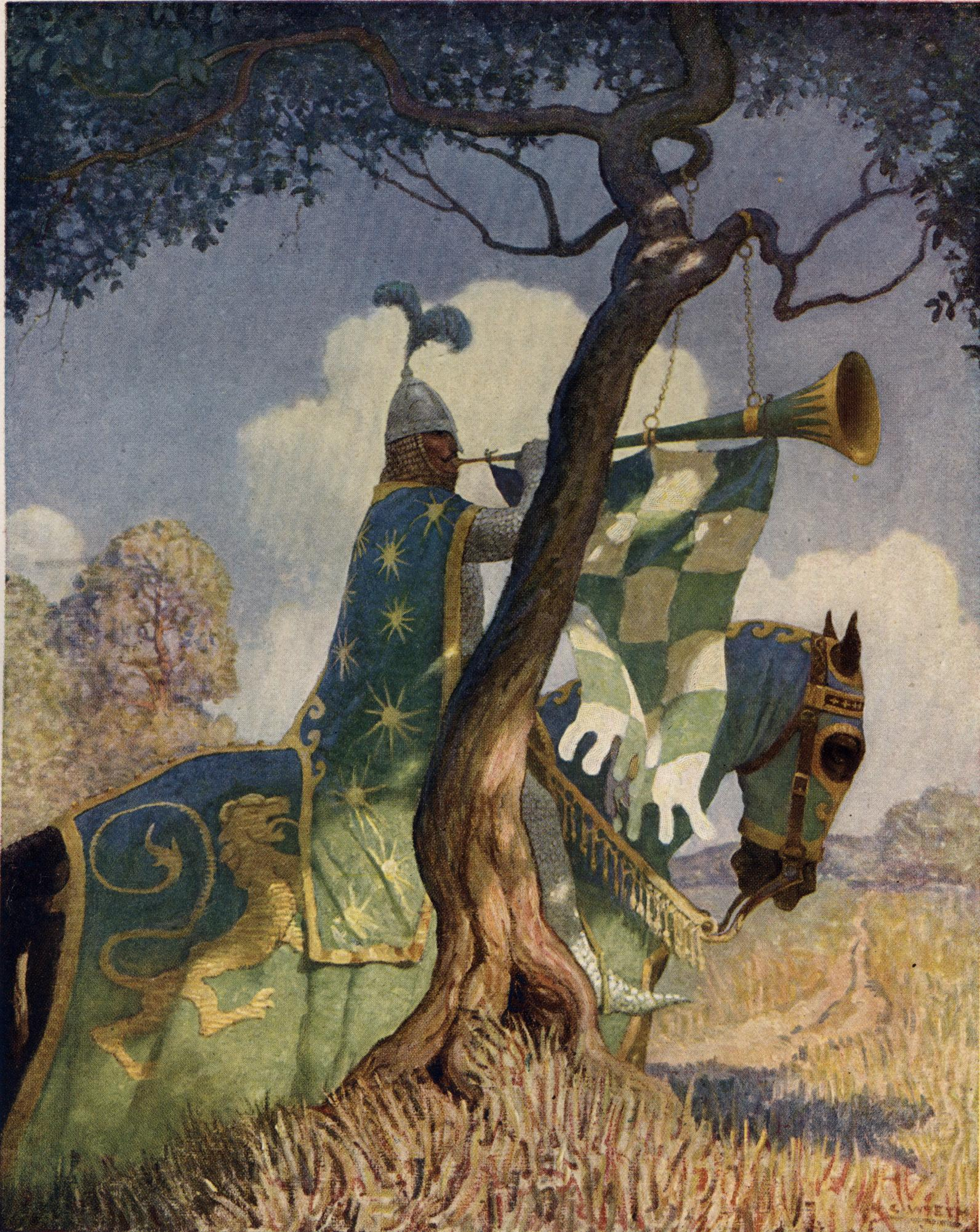
El Caballero Verde se prepara para luchar contra Sir Beaumains en la ilustración de N. C. Wyeth para The Boy's King Arthur, de Sidney Lanier. Sir Thomas Malory's History of King Arthur and His Knights of the Round Table (1922).

Personajes similares al Caballero Verde aparecen en otras obras. En Le Morte d'Arthur, de Thomas Malory, por ejemplo, el hermano de Gawain, Gareth, derrota a cuatro hermanos con armaduras de distintos colores, entre ellos un "Grene Knyght" llamado Sir Partolope. Los tres que sobreviven al encuentro acaban uniéndose a la Mesa Redonda y aparecen varias veces más en el texto. Las historias de Saladino presentan a un tal "Caballero Verde"; un guerrero español (quizá de Castilla, según una fuente árabe) con escudo y casco adornado con cuernos de ciervo. Saladino intenta que forme parte de su guardia personal.
Del mismo modo, en la Crónica de Ernoul aparece un "Chevalier Vert" durante el recuerdo de los acontecimientos posteriores a la toma de Jerusalén en 1187; aquí se le identifica como un caballero español que se ganó este apodo de los musulmanes debido a su excéntrica vestimenta.
Algunos investigadores han considerado una asociación con los cuentos islámicos. La figura de Al-Khidr (árabe: الخضر) en el Corán es llamada el "Hombre Verde" por ser el único hombre que ha bebido el agua de la vida, que en algunas versiones de la historia lo vuelve verde. Este pone a prueba a Moisés tres veces realizando actos aparentemente malvados, que finalmente se revelan como actos nobles para evitar males mayores o revelar grandes bienes. Tanto el Caballero Verde artúrico como Al-Khidr sirven de maestros a los hombres santos (Gawain/Moisés), que ponen a prueba por tres veces su fe y obediencia. Se ha sugerido que el personaje del Caballero Verde puede ser un descendiente literario de Al-Khidr, traído a Europa con los cruzados y mezclado con la imaginería celta y artúrica.

### Personajes con funciones similares
El juego de la decapitación aparece en varios relatos, el primero de los cuales es el cuento irlandés medio La fiesta de Bricriu. El retador de esta historia se llama "Miedo", un bachlach (churl), y se identifica como Cú Roí (un rey sobrehumano de Munster en el ciclo del Ulster de la mitología irlandesa) disfrazado. Reta a tres guerreros a su juego, solo para que huyan del golpe de vuelta, hasta que el héroe Cú Chulainn acepta el desafío. Con Cú Chulainn bajo su hacha, este antagonista también amaga tres golpes antes de dejar ir al héroe. En la versión irlandesa, la capa del churl se describe como "glas", que significa verde. En la Vida de Caradoc, una narración de la Francia Media incluida en la anónima Primera Continuación de Perceval, la Historia del Grial, de Chrétien de Troyes, se plantea otro desafío similar. En esta historia, una diferencia notable es que el retador de Caradoc es su padre disfrazado, que viene a poner a prueba su honor. Los romances franceses La Mule sans frein y Hunbaut y el poema épico del alto alemán medio Diu Crone presentan a Gawain en situaciones de juego de decapitación. Hunbaut aporta un giro interesante: Gawain corta la cabeza del hombre y luego le arranca su capa mágica antes de que pueda volver a colocarla, causando su muerte. Una historia similar, esta vez atribuida a Lancelot, aparece en la obra francesa del siglo XIII Perlesvaus.
La obra del siglo XV The Turke and Gowin comienza con un turco que entra en la corte de Arturo y pregunta: "¿Hay alguna voluntad, como hermano, de dar un buffett y tomar otro?". Gawain acepta el reto y se ve obligado a seguir al turco hasta que este decide devolver el golpe. A través de las muchas aventuras que viven juntos, el turco, por respeto, le pide al caballero que le corte la cabeza, cosa que Gawain hace. El turco, que ha sobrevivido, alaba a Gawain y le hace regalos. Sir Gawain y el Carle de Carlisle contiene una escena en la que el Carl, un señor, ordena a Gawain que le golpee con su lanza, y se inclina para recibir el golpe. Gawain le obliga, el Carl se levanta, riendo e ileso, y, al contrario que en Sir Gawain y el Caballero Verde, no se exige ni se da ningún golpe de vuelta. Entre todas estas historias, Sir Gawain y el Caballero Verde es la única con un personaje completamente verde, y la única que vincula a Morgan le Fay con su transformación.
Varias historias también presentan a caballeros que luchan por evitar las insinuaciones de mujeres voluptuosas, como Yder, el ciclo Lancelot-Grail, Hunbaut y El caballero de la espada. El paralelismo con el Caballero Verde en estas historias consiste en que un rey pone a prueba a un caballero para saber si permanecerá casto en circunstancias extremas. La mujer que envía es a veces su esposa (como en Yder), si sabe que es infiel y tentará a otros hombres; en El caballero de la espada el rey envía a su hermosa hija. Todos los personajes que desempeñan el papel del Caballero Verde matan a los caballeros infieles que fracasan en sus pruebas.

## Significado del color verde

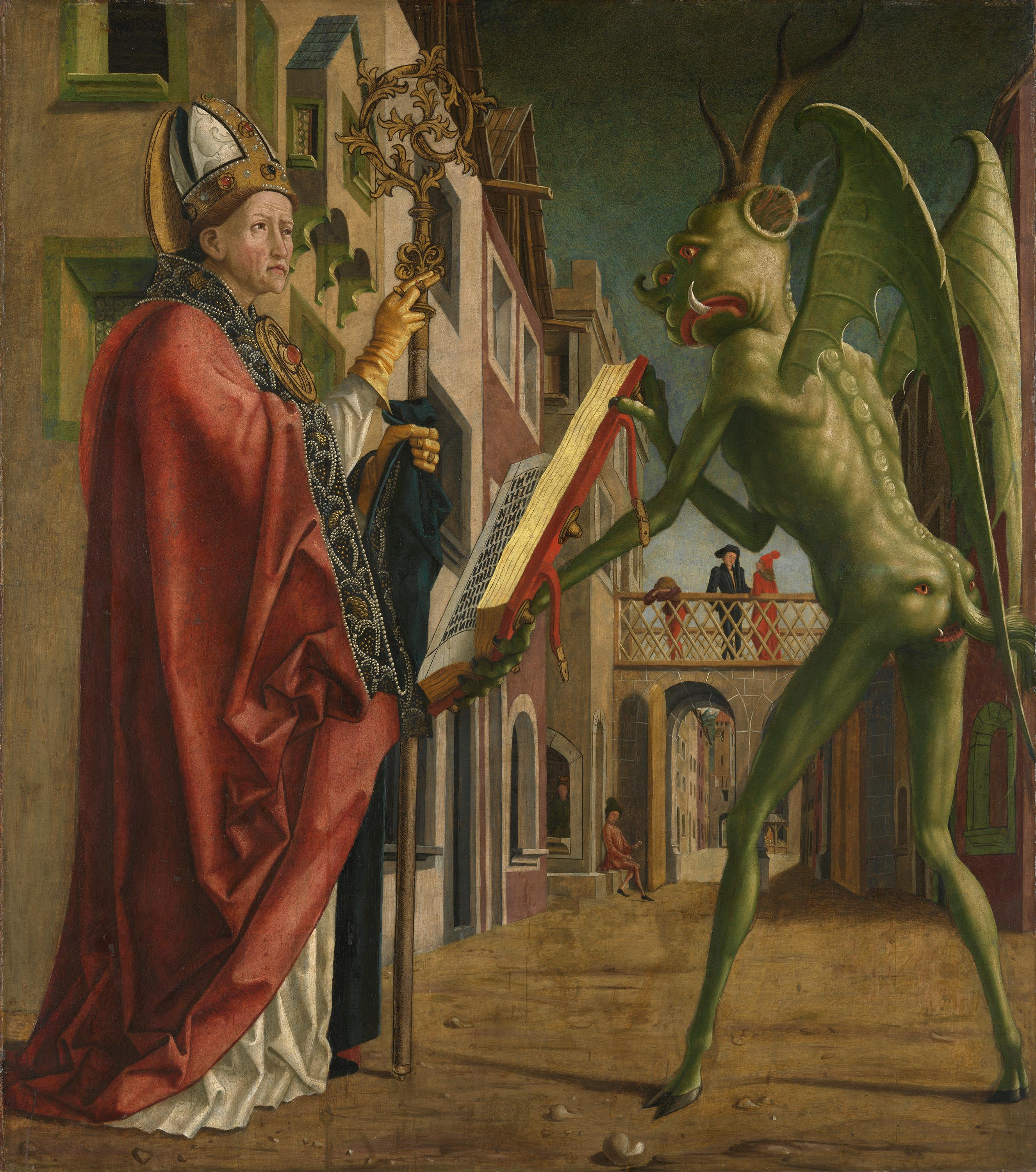
Pintura de Michael Pacher de un diablo verde de aproximadamente un siglo después del poema de Gawain. Poetas contemporáneos como Chaucer también asociaron el color verde con el diablo, lo que llevó a los estudiosos a hacer asociaciones similares en las lecturas del Caballero Verde.

En el folclore y la literatura inglesas, el verde se ha utilizado tradicionalmente para simbolizar la naturaleza y sus atributos encarnados, concretamente los de la fertilidad y el renacimiento. Los críticos han afirmado que el papel del Caballero Verde hace hincapié en el medio ambiente fuera de la habitación humana. Con su identidad alternativa como Bertilak, el Caballero Verde también puede ser visto como un compromiso entre la humanidad y el medio ambiente, en contraposición a la representación de la civilización humana de Gawain. A menudo se utiliza para encarnar el otro mundo sobrenatural o espiritual. En el folclore británico, a veces se consideraba que el diablo era de color verde, lo que puede o no entrar en el concepto de la dicotomía Hombre Verde/Hombre Salvaje del Caballero Verde. Los relatos de la época medieval también presentan el color como representación del amor y de lo amoroso en la vida, y de los deseos básicos y naturales del hombre. También se sabe que el verde significaba brujería, diablura y maldad por su asociación con las hadas y los espíritus del primer folclore inglés y por su asociación con la decadencia y la toxicidad. El color, cuando se combina con el oro, a veces se considera que representa el desvanecimiento de la juventud. En la tradición celta, el verde se evitaba en la ropa por su asociación supersticiosa con la desgracia y la muerte. El verde puede considerarse en Sir Gawain y el Caballero Verde como una transformación del bien al mal y viceversa; mostrando las connotaciones tanto de deterioro como de regeneración del color. Dadas estas variadas e incluso contradictorias interpretaciones del color verde, su significado preciso en el poema sigue siendo ambiguo.

### Interpretaciones
De los muchos personajes similares a él, el Caballero Verde de Sir Gawain y el Caballero Verde es el primero en ser verde. Por su extraño color, algunos estudiosos creen que es una manifestación de la figura del Hombre Verde del arte medieval, o como una representación tanto de la vitalidad como de la temible imprevisibilidad de la naturaleza. El hecho de que lleve una rama de acebo verde y la comparación de su barba con un arbusto han llevado a muchos estudiosos a esta interpretación. El oro entrelazado en la tela que envuelve su hacha, combinado con el verde, le da un aire tanto salvaje como aristocrático. Otros lo consideran una encarnación del Diablo. Según una interpretación, se cree que el Caballero Verde, como "Señor del Hades", ha venido a desafiar a los nobles caballeros de la corte del Rey Arturo. Sir Gawain, el más valiente de los caballeros, demuestra ser igual a Hércules al desafiar al Caballero, vinculando la historia a la antigua mitología griega. Estudiosos como Michael Curley afirman que los rasgos descriptivos del Caballero Verde sugieren una servidumbre a Satanás, como la barba color castor, que alude al significado alegórico de los castores para el público cristiano de la época, que creía que renunciaba al mundo y pagaba "tributo al diablo por la libertad espiritual". Otra posible interpretación del Caballero Verde es que combina elementos del Hades griego y del Mesías cristiano, representando a la vez el bien y el mal y la vida y la muerte como ciclos autoproliferantes. Esta interpretación abarca los atributos positivos y negativos del color verde y se relaciona con el motivo enigmático del poema. La descripción del Caballero Verde a su entrada en la Corte de Arturo como "desde el cuello hasta el lomo... fuerte y grueso" es considerada por algunos estudiosos como homoerótica.

C.S. Lewis declaró al Caballero Verde "tan vívido y concreto como cualquier imagen en la literatura" y además lo describió como:

Una coincidencia opositora viviente; medio gigante, pero totalmente un caballero "encantador"; tan lleno de energía demoníaca como el viejo Karamazov, pero en su propia casa, tan alegre como un anfitrión navideño dickensiano; ahora exhibiendo una ferocidad tan alegre que es casi genial, y ahora una genialidad tan escandalosa que raya en lo feroz; medio niño o bufón en sus gritos y risas y saltos; pero al final juzgando a Gawain con la tranquila superioridad de un ser angelical.

El Caballero Verde también podría interpretarse como una mezcla de dos figuras tradicionales de la narrativa romántica y medieval, a saber, "el hombre verde literario" y el "hombre salvaje literario". "El hombre verde literario" significa "la juventud, la vitalidad natural y el amor", mientras que el "hombre salvaje literario" representa la "hostilidad a la caballería", "lo demoníaco" y "la muerte". La piel verde del caballero conecta el verde del traje con el verde del pelo y la barba, conectando así los agradables modales y el significado del hombre verde con las cualidades grotescas del hombre salvaje.

### Jack in the Green
El Caballero Verde también se compara con la figura festiva inglesa de Jack in the Green. Jack forma parte de una tradición festiva del Primero de Mayo en algunas partes de Inglaterra, pero su conexión con el Caballero se encuentra principalmente en la tradición de Castleton Garland, en Derbyshire. En esta tradición, una especie de Jack in the Green conocido como el Rey de la Guirnalda es conducido a través del pueblo a caballo, llevando una guirnalda de flores en forma de campana que cubre toda la parte superior de su cuerpo, y seguido por chicas jóvenes vestidas de blanco, que bailan en varios puntos del recorrido (antiguamente los campaneros del pueblo, que todavía hacen la guirnalda, también desempeñaban este papel). En la parte superior de la guirnalda del Rey se encuentra la "reina", un ramo de flores brillantes. El Rey también está acompañado por su consorte femenina elegantemente vestida (hoy en día, confusamente, también conocida como la Reina); interpretada por una mujer durante los últimos tiempos, hasta 1956 "la Mujer" era siempre un hombre vestido de mujer. Al final de la ceremonia, el ramillete de la reina se desprende de la guirnalda, para ser colocado en el monumento de guerra de la ciudad. A continuación, el rey de la guirnalda cabalga hasta la torre de la iglesia, donde la guirnalda se sube por el lateral de la torre y se empala en un pináculo. Debido a la imaginería de la naturaleza asociada al Caballero Verde, se ha interpretado que la ceremonia podría derivar de su famosa decapitación en el poema de Gawain. En este caso, la retirada del ramillete simbolizaría la pérdida de la cabeza del caballero.

## Capilla verde
En el poema, cuando el Caballero es decapitado, le dice a Gawain que se reúna con él en la Capilla Verde, agregando que todos los que están cerca saben dónde está. De hecho, el guía que debe llevar a Gawain hasta allí desde el castillo de Bertilak se vuelve muy temeroso cuando se acercan a ella y le ruega a Gawain que se vuelva. El encuentro final en la Capilla Verde ha hecho que muchos estudiosos establezcan conexiones religiosas, con el Caballero cumpliendo un papel sacerdotal con Gawain como penitente. El Caballero Verde, en última instancia, en esta interpretación, juzga a Gawain como un caballero digno, y le deja vivir, haciendo de sacerdote, Dios y juez a la vez.
La capilla es considerada por Gawain como un lugar maligno: premonitoria, "la iglesia más maldita", "el lugar para que el Diablo recite maitines"; pero cuando el misterioso Caballero permite a Gawain vivir, este asume inmediatamente el papel de penitente ante un sacerdote o juez, como en una auténtica iglesia. La Capilla Verde también puede estar relacionada con los cuentos de colinas o lomas de hadas de la literatura celta anterior. Algunos estudiosos se han preguntado si "Hautdesert" se refiere a la Capilla Verde, ya que significa "Alta Ermita"; pero la mayoría de los estudiosos dudan de tal conexión. En cuanto a la ubicación de la capilla, en el poema The Greene Knight el lugar de residencia de Sir Bredbeddle se describe como "el castillo de Hutton", por lo que algunos estudiosos sugieren una conexión con Hutton Manor House en Somerset. El viaje de Gawain le lleva directamente al centro de la región dialectal del Poeta Pearl, donde se encuentran los candidatos a la ubicación del Castillo de Hautdesert y la Capilla Verde. Se cree que Hautdesert se encuentra en la zona de Swythamley, en el noroeste de Midland, ya que está en la zona dialectal del escritor, y coincide con las características del terreno descritas en el poema. Se cree que la capilla verde se encuentra en la iglesia de Lud o en el molino de Wetton, ya que estas zonas coinciden con las descripciones dadas por el autor. Ralph Elliott, por ejemplo, situó la capilla que el caballero busca cerca de la antigua casa solariega de Swythamley Park en el fondo de un valle en una ladera.